# Owe Brydolf
Jacob Owe Brydolf, född 2 december 1904 i Kristinehamn, död 20 februari 1978 i Stockholm, var en svensk läkare. Han var son till Erik Brydolf och Märtha Brydolf, gift med Christina Söderling-Brydolf och far till Gunilla Brydolf.
Efter studentexamen i Göteborg 1923 blev Brydolf medicine kandidat i Stockholm 1940 och medicine licentiat 1950. Han blev vikarierande underläkare på neurokirurgiska kliniken på Serafimerlasarettet 1943, på Saltsjöbadens badanstalt 1945–1946, underläkare på Beckomberga sjukhus 1947, vikarierande andre underläkare på Långholmens centralfängelses sinnessjukavdelning 1949 och t.f stadsläkare i Stockholm 1948–1950. Han var psykiatrisk konsult hos stockholmspolisen 1948–1950, t.f. distriktsläkare i Enskede 1950 och var därefter praktiserande läkare i Stockholm. Han skrev artiklar om ryggsjukdomar.